# Hesperia (Marte)
Hesperia  è una caratteristica di albedo della superficie di Marte.